# Forging a Future Self
Forging a Future Self — дебютный альбом американской металкор-группы After the Burial. Был записан самостоятельно в 2005 году и выпущен на лейбле Corrosive Records 1 марта 2006 года.

## Список композиций
| №                   | Название                           | Длительность |
| ------------------- | ---------------------------------- | ------------ |
| 1.                  | «Pi (The Mercury God of Infinity)» | 2:09         |
| 2.                  | «A Steady Decline»                 | 4:00         |
| 3.                  | «Isolation Theory»                 | 2:43         |
| 4.                  | «The Forfeit»                      | 4:34         |
| 5.                  | «Fingers Like Daggers»             | 3:14         |
| 6.                  | «Forging a Future Self»            | 3:30         |
| 7.                  | «Warm Thoughts of Warfare»         | 2:55         |
| 8.                  | «Engulfed»                         | 3:51         |
| 9.                  | «Redeeming the Wretched»           | 3:15         |
| Общая длительность: | Общая длительность:                | 30:26        |

## Участники записи
- Ник Вилнер – вокал
- Грег Эриксон – ударные
- Трент Хафдахл – лид-гитара, бэк-вокал
- Джастин Лоу – ритм-гитара
- Лерихард «Ли» Форал – бас-гитара